# Comté d'Augusta-Margaret River
Le Comté d'Augusta-Margaret River est une zone d'administration locale dans le sud-ouest de l'Australie-Occidentale en Australie à environ 270 km au sud de Perth. Environ la moitié de la population du comté vit dans l'une des deux principales villes du comté : Margaret River et Augusta.
Environ la moitié du comté est en zone protégée (Parc national Scott et parc national Leeuwin-Naturaliste notamment. Le reste est consacré au tourisme, à l'agriculture (viticulture en particulier) et élevage bovin (lait et viande).
Le comté comprend les villes de :
- Augusta,
- Margaret River,
- Boranup,
- Cowaramup,
- Gnarabup,
- Gracetown,
- Karridale,
- Prevelly,
- Rosa Brook,
- Witchcliffe

Le comté a 7 conseillers et est partagé en 4 circonscriptions.